# Liste der Kulturdenkmale der Schmalspurbahn Zittau-Oybin-Jonsdorf
Die Liste der Kulturdenkmale der Schmalspurbahn Zittau-Oybin-Jonsdorf enthält die Kulturdenkmale der Schmalspurbahnen Zittau–Kurort Oybin und Bertsdorf–Kurort Jonsdorf, die in der Denkmalliste des Freistaates Sachsen unter der ID-Nr. 08992260 als Sachgesamtheit ausgewiesen sind.
Diese Sachgesamtheit besteht aus Sachgesamtheitsbestandteilen und Einzeldenkmalen, die in den einzelnen Ortsteilen der Gemeinden Zittau, Olbersdorf, Jonsdorf und Oybin im Landkreis Görlitz zu finden sind, siehe Denkmallisten der entsprechenden Gemeinden.
Die Anmerkungen sind zu beachten.
Diese Liste ist eine Teilliste der Liste der technischen Denkmale im Landkreis Görlitz. 

Diese Liste ist eine Teilliste der Liste der technischen Denkmale in Sachsen.

## Legende
- Bild: Bild des Kulturdenkmals, ggf. zusätzlich mit einem Link zu weiteren Fotos des Kulturdenkmals im Medienarchiv Wikimedia Commons. Wenn man auf das Kamerasymbol klickt, können Fotos zu Kulturdenkmalen aus dieser Liste hochgeladen werden:
- Bezeichnung: Denkmalgeschützte Objekte und ggf. Bauwerksname des Kulturdenkmals
- Lage: Straßenname und Hausnummer oder Flurstücknummer des Kulturdenkmals. Die Grundsortierung der Liste erfolgt nach dieser Adresse. Der Link (Karte) führt zu verschiedenen Kartendiensten mit der Position des Kulturdenkmals. Fehlt dieser Link, wurden die Koordinaten noch nicht eingetragen. Sind diese bekannt, können sie über ein Tool mit einer Kartenansicht einfach nachgetragen werden. In dieser Kartenansicht sind Kulturdenkmale ohne Koordinaten mit einem roten bzw. orangen Marker dargestellt und können durch Verschieben auf die richtige Position in der Karte mit Koordinaten versehen werden. Kulturdenkmale ohne Bild sind an einem blauen bzw. roten Marker erkennbar.
- Datierung: Baubeginn, Fertigstellung, Datum der Erstnennung oder grobe zeitliche Einordnung entsprechend des Eintrags in der sächsischen Denkmaldatenbank
- Beschreibung: Kurzcharakteristik des Kulturdenkmals entsprechend des Eintrags in der sächsischen Denkmaldatenbank, ggf. ergänzt durch die dort nur selten veröffentlichten Erfassungstexte oder zusätzliche Informationen
- ID: Vom Landesamt für Denkmalpflege Sachsen vergebene, das Kulturdenkmal eindeutig identifizierende Objekt-Nummer. Der Link führt zum PDF-Denkmaldokument des Landesamtes für Denkmalpflege Sachsen. Bei ehemaligen Kulturdenkmalen können die Objektnummern unbekannt sein und deshalb fehlen bzw. die Links von aus der Datenbank entfernten Objektnummern ins Leere führen. Ein ggf. vorhandenes Icon  führt zu den Angaben des Kulturdenkmals bei Wikidata.

## Schmalspurbahn Zittau-Oybin-Jonsdorf
Diese Liste enthält alle Sachgesamtheitsbestandteile und Einzeldenkmale, die denkmalpflegerisch zur Sachgesamtheit dieser Eisenbahnstrecke gehören. Die historische Bedeutung der Einzeldenkmale dieser Strecke ergibt sich aus dem Denkmaltext des Landesamts für Denkmalpflege Sachsen: „Schmalspurbahn Zittau-Oybin-Jonsdorf mit Eisenbahn-Gebäuden in Zittau, dem historischen Fahrzeugpark, zahlreichen Brücken sowie der Trasse und Streckenabschnitten in den Orten Zittau, Jonsdorf, Olbersdorf und Oybin; baugeschichtlich, verkehrshistorisch, eisenbahngeschichtlich und technikgeschichtlich von Bedeutung. Die Zweigleisigkeit ist eine schützenswerte Besonderheit der Schmalspurbahn.“
Die Liste ist entsprechend der örtlichen Lage an der Strecke von Zittau nach Jonsdorf bzw. Oybin gegliedert.
| Bild                                    | Bezeichnung                                                                                        | Lage                                             | Datierung                                                                               | Beschreibung | ID       |
| --------------------------------------- | -------------------------------------------------------------------------------------------------- | ------------------------------------------------ | --------------------------------------------------------------------------------------- | --- | -------- |
| Weitere Bilder                          | Sachgesamtheit Schmalspurbahn Zittau-Oybin-Jonsdorf                                                | Zittau (Karte)                                   | November/Dezember 1890 (Strecke Zittau–Oybin und Bertsdorf–Jonsdorf)                    | Sachgesamtheit Schmalspurbahn Zittau-Oybin-Jonsdorf, mit folgenden Einzeldenkmalen: Eisenbahn-Gebäude in Zittau, unter den Adressen: Am Vorstadtbahnhof 3 (Einzeldenkmal ID-Nr. 09271990), Bahnhofstraße 39 (Einzeldenkmal ID-Nr. 08992522), Bahnhofstraße 41 (Einzeldenkmal ID-Nr. 09271987), Görlitzer Straße (Einzeldenkmal ID-Nr. 09271988) und Martin-Wehnert-Platz 7 (Einzeldenkmal ID-Nr. 09271989). Bahnkörper der ehemaligen Schmalspurbahn Zittau–Hermsdorf sowie den Streckenabschnitten in den Orten Jonsdorf, Olbersdorf und Oybin (Sachgesamtheitsbestandteile ID-Nr. 08992538, ID-Nr. 08992536 und ID-Nr. 09302077) – baugeschichtlich, verkehrshistorisch, eisenbahngeschichtlich und technikgeschichtlich von Bedeutung. Die Zweigleisigkeit ist eine schützenswerte Besonderheit der Schmalspurbahn. | 08992260 |
| Weitere Bilder                          | Kleinbahnhof Zittau (Einzeldenkmale zu ID-Nr. 08992260)                                            | Zittau, Bahnhofstraße 41 (Karte)                 | 1911/1912 (Bahnhof)                                                                     | Einzeldenkmale der Sachgesamtheit Schmalspurbahn Zittau-Oybin-Jonsdorf: Bahnhof mit Empfangsgebäude und Bahnsteigüberdachungen, Einfriedungszaun zwischen Gleis und Straße sowie Gebäude der ehemaligen Signal- und Fernmeldemeisterei – baugeschichtlich, verkehrshistorisch, eisenbahngeschichtlich und technikgeschichtlich von Bedeutung, der Kleinbahnhof im Heimatstil. | 09271987 |
| Direkt Bild zu diesem Denkmal hochladen | Lokschuppen (Einzeldenkmale zu ID-Nr. 08992260)                                                    | Zittau, Bahnhofstraße 39 (Karte)                 | ab 1910, Bahnhof 1912 (Bahnbetriebsanlage)                                              | Einzeldenkmale der Sachgesamtheit Schmalspurbahn Zittau-Oybin-Jonsdorf: Lokomotivschuppen (mit Werkstattanbau), Rollwagengrube, Hochbunker zur Lokomotivbekohlung, Gebäude der ehemaligen Ölgasanlage und Wasserkran – verkehrsgeschichtlich und technikgeschichtlich von Bedeutung. | 08992522 |
| Weitere Bilder                          | Haltepunkt Zittau (Einzeldenkmale zu ID-Nr. 08992260)                                              | Zittau, Görlitzer Straße bei Nr. 1 (Karte)       | ab 1883 (Bahnhof)                                                                       | Einzeldenkmale der Sachgesamtheit Schmalspurbahn Zittau-Oybin-Jonsdorf: Bahnhof mit Empfangsgebäude und Freiabtritt (Toilettenhäuschen) – baugeschichtlich, verkehrshistorisch und technikgeschichtlich von Bedeutung. | 09271988 |
| Weitere Bilder                          | Bahnhof Zittau-Süd (Einzeldenkmale zu ID-Nr. 08992260)                                             | Zittau, Martin-Wehnert-Platz 7 (Karte)           | 1937 (Bahnhof)                                                                          | Einzeldenkmale der Sachgesamtheit Schmalspurbahn Zittau-Oybin-Jonsdorf: Bahnhof mit Empfangsgebäude und angebautem Nebengebäude sowie Freiabtritt (Toilettenhäuschen), dazu das Riegel- und Schlüsselwerk mit drei externen Spannwerken – baugeschichtlich, verkehrsgeschichtlich und technikgeschichtlich von Bedeutung. | 09271989 |
| Weitere Bilder                          | Bahnhof Zittau-Vorstadt (Einzeldenkmale zu ID-Nr. 08992260)                                        | Zittau, Am Vorstadtbahnhof 3 (Karte)             | 1912 (Bahnhof); 1889/90 (Bahnbetriebsanlage); 1920er Jahre (Wasserturm)                 | Einzeldenkmale der Sachgesamtheit Schmalspurbahn Zittau-Oybin-Jonsdorf: Bahnhof mit Empfangsgebäude und Wartehallen-Anbau, Bahnsteigunterführung und -überdachung, Wirtschaftsgebäude, Draisinenschuppen, Wasserturm (mit Hochbehälter) und Wasserkran – verkehrshistorisch, baugeschichtlich, eisenbahngeschichtlich und technikgeschichtlich von Bedeutung, das Empfangsgebäude im Heimatstil, Wasserturm im Stil der Neuen Sachlichkeit, Wasserkran von 1934 letzter erhaltener Einheitswasserkran bei sächsischen Schmalspurbahnen. | 09271990 |
| Weitere Bilder                          | Sachgesamtheitsbestandteil der Sachgesamtheit Schmalspurbahn Zittau-Oybin-Jonsdorf in Olbersdorf   | Olbersdorf (Karte)                               | ab 1890                                                                                 | Sachgesamtheitsbestandteil der Sachgesamtheit Schmalspurbahn Zittau-Oybin-Jonsdorf, mit folgenden Einzeldenkmalen: Bahnhof Olbersdorf-Niederdorf (ID-Nr. 09302082), Bahnhof Olbersdorf-Oberdorf (ID-Nr. 09274630), Bahnhof Bertsdorf (ID-Nr. 09274676), und den folgenden Sachgesamtheitsteilen: der Trasse, Streckenausrüstung mit Hektometersteinen, Freileitung für Strecken- und Bahnhofstelefone, ehemals zweigleisige Talbrücke, weitere Brücke, im Streckenabschnitt vom Bahnhof Bertsdorf bis Kurort Jonsdorf alte Stationssteine, Höhenfestpunkte und Grenzsteine (Sachgesamtheitsdokument ID-Nr. 08992260); verkehrshistorisch, eisenbahngeschichtlich und technikgeschichtlich von Bedeutung. Die Zweigleisigkeit ist eine schützenswerte Besonderheit der Schmalspurbahn.                                  | 08992536 |
| Weitere Bilder                          | Bahnhof Olbersdorf-Niederdorf mit Empfangsgebäude (Einzeldenkmale zu ID-Nr. 08992536)              | Olbersdorf, Poststraße 18 (Karte)                | 1915 (Bahnhof)                                                                          | Einzeldenkmal der Sachgesamtheit Schmalspurbahn Zittau-Oybin-Jonsdorf: Bahnhof mit Empfangsgebäude und Toilettenhäuschen; Bahnhof Olbersdorf-Niederdorf – baugeschichtlich, verkehrshistorisch und technikgeschichtlich von Bedeutung, im Heimatstil gestaltet, Empfangsgebäude Obergeschoss verbrettert. | 09302082 |
| Weitere Bilder                          | Bahnhof Olbersdorf-Oberdorf mit Empfangsgebäude (Einzeldenkmale zu ID-Nr. 08992536)                | Olbersdorf, August-Bebel-Straße 198 (Karte)      | 1913 (Bahnhof)                                                                          | Einzeldenkmal der Sachgesamtheit Schmalspurbahn Zittau-Oybin-Jonsdorf: Bahnhof mit Empfangsgebäude und Toilettenhäuschen; Bahnhof Olbersdorf-Oberdorf – baugeschichtlich, verkehrshistorisch und technikgeschichtlich von Bedeutung, im Heimatstil gestaltet. | 09274630 |
| Weitere Bilder                          | Bahnhof Bertsdorf mit Empfangsgebäude (Einzeldenkmal zu ID-Nr. 08992536)                           | Olbersdorf, Am Bahnhof Bertsdorf 2 (Karte)       | 1891 (Empfangsgebäude); 1891 (Versorgungsgebäude)                                       | Einzeldenkmale der Sachgesamtheit Schmalspurbahn Zittau-Oybin-Jonsdorf: Bahnhof Bertsdorf mit Empfangsgebäude (mit Güterschuppenanbau), Bahnsteigüberdachungen, Wirtschaftsgebäude, Kohleschuppen, Lokomotivschuppen und Stellwerk (mit mechanischer Technik), sowie zwei Wasserkräne, Schlüsselwerk mit Hebelbank und Spannwerksraum, drei Einfahrtssignale (darunter letztes Gittermastsignal der Strecke) – baugeschichtlich, verkehrshistorisch und technikgeschichtlich von Bedeutung, überwiegend gründerzeitliche Klinkerbauten. | 09274676 |
| Weitere Bilder                          | Sachgesamtheitsbestandteil der Sachgesamtheit Schmalspurbahn Zittau-Oybin-Jonsdorf in Jonsdorf     | Kurort Jonsdorf (Karte)                          | ab 1890                                                                                 | Sachgesamtheitsbestandteil der Sachgesamtheit Schmalspurbahn Zittau-Oybin-Jonsdorf mit folgenden Einzeldenkmalen: Haltepunkt Jonsdorf (ID-Nr. 09273220) und Bahnhof Jonsdorf (ID-Nr. 09274368) und den folgenden Sachgesamtheitsteilen: der Trasse, Streckenausrüstung mit Hektometersteinen, Freileitung für Strecken- und Bahnhofstelefone, Straßenüberführung (Sachgesamtheitsdokument ID-Nr. 08992260) – verkehrshistorisch, eisenbahngeschichtlich und technikgeschichtlich von Bedeutung. Die Zweigleisigkeit ist eine schützenswerte Besonderheit der Schmalspurbahn. | 08992538 |
|                                         | Haltepunkt Jonsdorf mit Empfangsgebäude und Wartehalle (Einzeldenkmal zu ID-Nr. 08992538)          | Kurort Jonsdorf, Zittauer Straße 1 (Karte)       | 1910 (Bahnhof)                                                                          | Einzeldenkmal der Sachgesamtheit Schmalspurbahn Zittau-Oybin-Jonsdorf: Haltepunkt mit Empfangsgebäude und Wartehalle (ehemaliges Stellwerk) – baugeschichtlich, verkehrshistorisch und technikgeschichtlich von Bedeutung, Haltestelle mit Empfangsgebäude im Heimatstil, Holzbauten von 1910 in Art von Umgebindehäusern. | 09273220 |
| Weitere Bilder                          | Bahnhof Jonsdorf mit Empfangsgebäude und Güterschuppen (Einzeldenkmal zu ID-Nr. 08992538)          | Kurort Jonsdorf, Zittauer Straße 53 (Karte)      | 1913 (Bahnhof)                                                                          | Einzeldenkmal der Sachgesamtheit Schmalspurbahn Zittau-Oybin-Jonsdorf: Bahnhof Jonsdorf mit Empfangsgebäude und Güterschuppen – baugeschichtlich, verkehrshistorisch und technikgeschichtlich von Bedeutung, Empfangsgebäude mit mechanischer Außenuhr, Obergeschoss verbrettert, Anklänge an den Heimatstil. | 09274368 |
| Weitere Bilder                          | Sachgesamtheitsbestandteil der Sachgesamtheit Schmalspurbahn Zittau-Oybin-Jonsdorf im Kurort Oybin | Kurort Oybin (Karte)                             | ab 1890                                                                                 | Sachgesamtheitsbestandteil der Sachgesamtheit Schmalspurbahn Zittau-Oybin-Jonsdorf, mit folgenden Einzeldenkmalen: Bahnhof Oybin-Niederdorf (ID-Nr. 09270991) und Bahnhof Oybin (ID-Nr. 09270874), und mit folgenden Sachgesamtheitsteilen: der Trasse, Streckenausrüstung mit Hektometersteinen, Freileitung für Strecken- und Bahnhofstelefone (letztere teilweise abgebaut), Geländeeinschnitt bei Oybin-Niederdorf, Bahnkörper am Einsiedel mit Futtermauer (Sachgesamtheitsdokument ID-Nr. 08992260); verkehrshistorisch, eisenbahngeschichtlich und technikgeschichtlich von Bedeutung. Die Zweigleisigkeit ist eine schützenswerte Besonderheit der Schmalspurbahn. | 09302077 |
| Weitere Bilder                          | Ehem. Bahnhofsgebäude Oybin-Niederdorf (Einzeldenkmal zu ID-Nr. 09302077)                          | Kurort Oybin, Waldstraße 8 (Karte)               | 1916 (Empfangsgebäude)                                                                  | Einzeldenkmal der Sachgesamtheit Schmalspurbahn Zittau-Oybin-Jonsdorf; Bahnhof Oybin-Niederdorf: ehemaliges Bahnhofsgebäude Oybin-Niederdorf, jetzt Wohnhaus – baugeschichtlich, verkehrshistorisch und technikgeschichtlich von Bedeutung, im Heimatstil. | 09270991 |
| Weitere Bilder                          | Bahnhof Oybin mit Empfangsgebäude (Einzeldenkmal zu ID-Nr. 09302077)                               | Kurort Oybin, Friedrich-Engels-Straße 36 (Karte) | 1890 (Empfangsgebäude); 1909 (Güterschuppen); 1912 (Stellwerk); 1914 (Bedürfnisanstalt) | Einzeldenkmale der Sachgesamtheit Schmalspurbahn Zittau-Oybin-Jonsdorf: Bahnhof Oybin mit Empfangsgebäude (mit Gepäckabfertigung, Stellwerksanbau und Wartehalle), ehemaliger Güterschuppen (jetzt Museum), Wirtschaftsgebäude (mit Abort und Wasserhaus sowie Holzschuppenanbau) und Wasserkran – baugeschichtlich, verkehrshistorisch und technikgeschichtlich von Bedeutung. Empfangsgebäude gründerzeitlicher gelber Klinkerbau von 1890, mit Erweiterungsbauten im Heimatstil der Zeit nach 1910. | 09270874 |

## Ausführliche Denkmaltexte
1. 1 2 3 4  
Zur Sachgesamtheit Schmalspurbahn gehören weiterhin der historische Fahrzeugpark mit: Lokomotiven 99 731, 99 735 von 1928, 99 749, 99 750 von 1929, 99 757, 99 758, 99 760 von 1933, 99 787 von 1955, 99 4532 von 1924, 99 555 von 1906, VT 137 322 von 1938, Personenwagen 970-241, -243, -262, -274, -314, -397, -403, -415, -454, -519, -534, -563, -571. Gepäckwagen 974-101, -103, -104, -112. Güterwagen 97-09-51, 97-10-05, 97-10-13, 97-10-99, 97-13-37, 97-13-72,  97-10-14, 97-10-18, 97-23-19, 97-19-67, 97-24-32, 97-24-58. Der Schneepflug 97-09-58. 32 Stück Rollfahrzeuge 97-01-47, 97-02-08, -44, -73. 97-03-11, -32, -55, -74. 97-04-11, -26, -29, -36, -47, -50, -53, -60, -68(G10), -80, -84, -87, -88, -93, -98. 97-05-31. 97-06-00, -25, -24, -46, -64, -80. 97-08-69. 97-09-33 (Heberleinbremse).
2. ↑  
Zur Sachgesamtheit Schmalspurbahn gehören weiterhin die folgenden Sachgesamtheitsteile: der Trasse, dem Gleisplan der Bahnhofsgleise und Abstellanlagen, Lichttrasse am Kleinbahnhof (Bahnhofstraße 41, fünf Lampen, davon zwei Stahlmasten und drei Holzmasten), Streckenausrüstung mit Hektometersteinen, Freileitung für Strecken- und Bahnhofstelefone, Planum des zweiten Streckengleises zwischen Zittau-Vorstadt und Oybin, Mühlgrabenbrücke des Hospitalmühlgrabens (mit Rückstauklappe gegen das Neißehochwasser), Prinz-Friedrich-August-Brücke (angefügte Eisenbahnbrückenträger an eine Straßenbrücke bei schräger Überfahrt), Straßenunterführung mit Stützmauer, Stahlträgerbrücke mit Futtermauern.